# Paucartambo (distrito)
Paucartambo é um dos 6 distritos da província de Paucartambo, situada na região de Cusco, Peru.

## Transporte
O distrito de Paucartambo é servido pela seguinte rodovia:
- CU-112, que liga o distrito à cidade de Pisac
- CU-113, que liga o distrito de Kosñipata à cidade de Caicay
- CU-116, que liga o distrito à cidade de Ocongate [1][2][3]